# باتريشيا بورجات
باتريشيا بورجات (بالإنجليزية: Patricia Burchat) (مواليد عام 1958)، هي أستاذة فيزياء في جامعة ستانفورد، تقوم بإبحاث عن فيزياء الجسيمات وعلم الكون. وهي تهتم برسم خرائط المادة المظلمة في الكون وفهم طبيعة الطاقة المظلمة. تم تعيينها عضو في الجمعية الفيزيائية الأمريكية عام 2001، وفي زمالة غوغنهايم عام 2005. أما في عام 2013 فإنها أصبحت عضو في الجمعية الأمريكية لتقدم العلوم.

## حياتها المبكرة والتعليم
ولد باتريشيا بورجات عام 1958، وترعرت في خليج باري، أونتاريو، كندا. ودرست في ثانوية مقاطعة وادي ماداواسكا. حصلت على شهادة البكالوريوس في العلوم التطبيقية والهندسة من جامعة تورنتو عام 1981، وعلى درجة الدكتورا في الفيزياء من جامعة ستانفورد عام 1986.

## الحياة المهنية
عقدت باتريشيا بورجات زمالة ما بعد الدكتوراة في جامعة كاليفورنيا، سانتا كروز، بالفترة بين 1986-1988، والتحقت بأعضاء الهيئة التدريسية هناك بين عامي 1988-1995. منذ عام 1995 أصبحت باتريشيا بورجات عضواً في هيئة تدريس الفيزياء في جامعة ستانفورد، وشغلت منصب رئيس الإدراة فيها بالفترة بين 2007-2010.

## الأبحاث
مُنذ عام 1986، كانت باتريشيا بورجات عضواً في عدد من تجاربفيزياء الجسيمات، منها «تجربة مارك الثاني» على المسرع الخطي في مركز ستانفورد للمعجل الخطي، وتجربة "E791" في مختبر الأبحاث الوطني فيرميلاب. وكانت عضواً مؤسسا لتجربة «بابار» في مركز ستانفورد للمعجل الخطي، وإستكشافها القوة الأساسية، وبالتحديد القوة النووية الضعيفة. المواضيع التي إستكشفتها في هذه التجارب تشملالبوزوناتُ الواويَّة والعَينيَّة وهي جسيمات أولية تتوسط التآثر الضعيف، واللبتونات المحايدة الثقيلة، وأضحلال السميلبتونك لسحر ميزون، وخليط السحر. وانتهاك (CP) في إضحلال الميزون (B)، أو الاختلافات في طريقة تطور المادة والمادة المضادة مع الوقت.

## وصلات خارجية
- الموقع الرسمي